# 슈타인 암 라인역
슈타인 암 라인역(독일어: Bahnhof Stein am Rhein)은 스위스 샤프하우젠주와 슈타인 암 라인 지자체에 있는 기차역이다. 역은 약 500m의 도보 거리에 있는 도시의 역사적 중심지와 라인강 맞은편(남쪽)에 위치해 있다.
역은 샤프하우젠과 콘스탄츠를 연결하는 호수 철도선(Seelinie)에 있다. 빈터투어를 오가는 취리히 S-반 S29 노선과 장크트갈렌을 통해 샤프하우젠에서 빌라까지 호수선을 통해 운행하는 장크트갈렌 S-반 S1이 운행한다.